# Towaipecten
Towaipecten is een uitgestorven geslacht van tweekleppigen uit de  familie van de Pectinidae (mantelschelpen). 

## Soorten
- Towaipecten katieae Beu, 1995 †
- Towaipecten mariae (Finlay, 1927) †
- Towaipecten ongleyi (Marwick, 1965) †